# 하이코
하이코(아르메니아어: Հայկո, 본명: 하이크 하코뱐(Հայկ Հակոբյան), 1973년 8월 25일 ~ 2021년 9월 29일)는 아르메니아의 가수이다. 유로비전 송 콘테스트 2007에서 아르메니아 대표로 참가했다.
예레반에서 코로나19로 사망하였다.